# Nancy Yen
Nancy Yen (chinesisch 燕南希 / 燕南希, Pinyin Yàn nán xī; * 1949 in Jiangsu) ist eine chinesische Schauspielerin.

## Leben
Nancy Yen wurde 1949 in Jiangsu geboren, wuchs aber in Taiwan auf. 1966 trat sie unter dem Künstlernamen Yian Jue-jue als Hauptdarstellerin der Union Film Company bei und spielte drei Jahre später in der Filmproduktion Lover's Tear mit. 1971 verließ sie das Produktionsunternehmen und wechselte zu Joseph Kuos Hong Hwa International Films (HK) Ltd., wo sie ihren Namen in Yen Nan-hsi änderte. Sie spielte in Triangular Duel die Rolle einer Heldin. 1974 wechselte sie als Hauptdarstellerin zum Produktionsstudio Shaw Brothers und spielte bis 1976 in Filmen wie The Dragon Missile mit. 1977 stellte sie im Film Die Todesengel des Kung Fu mit der Rolle der Yang Chi-Hsin eine von vier Agentinnen dar, die eine kriminelle Bande niederschlagen soll. 1978 kehrte sie zur Hong Hua Film Co. nach Taiwan zurück und arbeitete anschließend als freiberufliche Schauspielerin.
1982 zog sie sich aus der Öffentlichkeit zurück.

## Filmografie (Auswahl)
- 1969: Lover's Tear (Qing ren de yan lei)
- 1971: Du ba tian xia
- 1972: Ma Su Zhen bao xiong chou
- 1972: Tie san jiao
- 1973: Der Todesarm des Kung Fu (Chao zhou da xiong)
- 1973: Chen Sing – Die Faust im Genick (Hei bao)
- 1973: Zhong guo tie ren
- 1973: Tie jiao wa
- 1973: Si ji fa cai
- 1973: Hikido – Die Drachenbande (Whang long xue bei)
- 1974: Ying xiong bang
- 1974: Sheng long huo hu
- 1974: Shaolin – Der Todesschrei des Panthers (Da tie nu)
- 1974: Hei shou jin gang
- 1974: The Fearless Golden Dragon
- 1974: Bi cheng gu shi
- 1976: The Dragon Missile (Fei long zhan)
- 1976: Qing chang zhan chang
- 1976: Châat gleua
- 1977: Jue quan
- 1977: Die Todesengel des Kung Fu (Qiao tan nu jiao wa)
- 1977: Die Bruderschaft der gelben Höllenhunde (Chu Liu Xiang)
- 1977: Das Todesduell der Tigerkralle (San shaoye de jian)
- 1978: Can ku da ci sha
- 1978: Tian ya guai ke yi zhen feng
- 1978: Tai ji yuan gong
- 1978: Gui ma da xia
- 1978: Ein Dampfhammer unter 1000 Nieten (Qi er da xia)
- 1979: Hu tu da zui xia
- 1979: Suo ming san niang
- 1979: Shen bu
- 1979: Cheng gong ling shang
- 1980: Liu he ba fa
- 1980: Xia ying Liu Xiang
- 1980: Chu Liu Xiang chuan qi
- 1980: Shi ren guan shi ba qi
- 1980: Cai yang nu bang zhu
- 1980: Ku hai nu shen long
- 1980: Chuang wang li zi cheng
- 1981: Yu jian pian xiang
- 1982: Yi xian liang xing da jin ji
- 1982: Han shan fei hu